# 선우렴
선우렴(鮮于濂, 일본식 이름: 大原廉三, 1902년 12월 24일 ~ ?)는 일제강점기와 대한민국의 관료이다.

## 생애
평안남도 출신으로 평양고등보통학교를 2년 수료했다. 관리가 되기 전에는 황해도 지역에서 교사로 재직했다. 교원검정시험과 전문학교 입학검정시험에 합격하였으며, 보통문관시험에 합격하여 조선총독부 관리로 근무했다.
황해도 내무부 학무과의 시학을 거쳐 장연군 내무과장과 벽성군 내무과장을 지냈다. 일제 강점기 말기에 황해도 곡산군 군수로 임명되었다. 일본 정부로부터 훈8등 서보장을 받은 바 있다.
태평양 전쟁 종전 후 미군정 지역으로 내려왔으며, 제1공화국에서 다시 공무원으로 등용되어 1949년에 감찰위원회 감찰관이 되었다. 심계원 제2국장과 제1국장을 거쳐 1955년부터는 1급 공무원인 심계원 심계관으로 근무했다. 1960년 초까지 심계관으로 재직 중이었다.
2008년 민족문제연구소가 발표한 친일인명사전 수록예정자 명단 관료 부문에 선정되었다.

## 참고자료
- 선우렴(鮮于濂) - 국사편찬위원회